# Adelshoffen
Adelshoffen est le nom d'un ancien village du Bas-Rhin, aujourd'hui disparu, qui se situait près de Strasbourg sur le territoire de l'actuelle commune de Schiltigheim. Une brasserie du même nom est construite au XIXe siècle à son emplacement.

## Le village
D'anciens textes situent un village nommé Adelshoffen, entre Koenigshoffen et la Bruche. Jusqu'au XIIe siècle, le village est dénommé Adelochshoffen, en l'honneur de l'évêque Adeloch (817-822), précepteur de Louis le Pieux. Au milieu du XIVe siècle, les chevaliers de Schöneck, vassaux de la ville de Strasbourg, en sont seigneurs. Le couvent de Schwarzach et l'évêché de Strasbourg y possèdent aussi des terres. En 1392, pendant l'une des guerres opposant à l'époque la ville de Strasbourg et son évêque, Adelshoffen, tout comme le village voisin de Koenigshoffen, est rasé, sur ordre du Magistrat de Strasbourg, pour éviter que les troupes ennemies ne s'y installent. Les habitants d'Adelshoffen obtiennent alors l'autorisation de s'établir dans le bas de Schiltigheim, entre les rues actuelles de la Glacière et d'Adelshoffen, près de Bischheim. En 1502, la ville de Strasbourg achète le village.
Le village est successivement connu sous le nom d'Adolsheim en 1521, puis d'Adratzhoffen en 1565. Les livres cadastraux de 1683 quant à eux parlent d'Adelshoffen, tout en spécifiant qu'autrefois le hameau était appelé Adratzhoffen ou Adelhardtshoffen.

## La brasserie
La brasserie Adelshoffen est une ancienne brasserie alsacienne installée à Schiltigheim. Fondée en 1864, elle est fermée en 2000.
Sa marque phare, Adelscott, appartient aujourd'hui au groupe Heineken. La production est désormais issue de la brasserie de l'Espérance, également installée à Schiltigheim.

### Histoire
En 1864, les frères Ehrhard fondent une malterie-brasserie sur le territoire de l'ancien village d'Adelshoffen, sur la commune de Schiltigheim au nord de Strasbourg. Elle est située à l'emplacement d'une ancienne huilerie. L'annexion de l'Alsace-Lorraine à l'Empire allemand en 1871 conduit la société à fonder la brasserie de la Meuse pour pouvoir continuer à servir sa clientèle française. En 1883, la brasserie se constitue en société anonyme sous le nom de brasserie Adelshoffen. Devant l'augmentation des droits de douane français, la brasserie s'associe en 1902 avec une brasserie allemande, la « Hahnenbräu Gesellschaft ». L'ensemble devient alors la « Strassburger Münsterbräu A.G », une société anonyme de droit allemand.

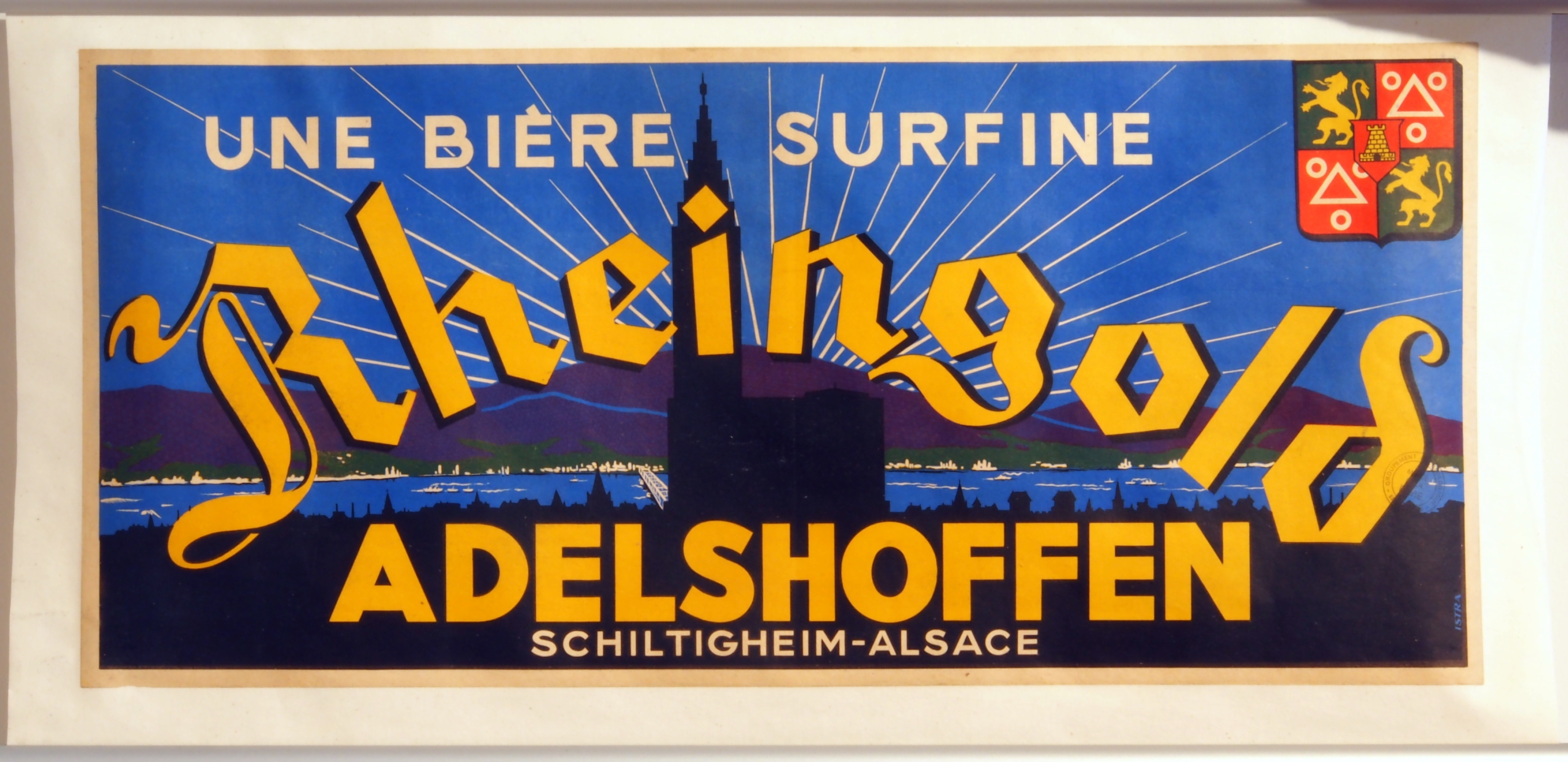
Affiche publicitaire pour la bière Rheingold.

Après la défaite allemande de 1918, l'Alsace-Lorraine retourne à la France et la brasserie reprend son nom d'origine, les parts de la brasserie allemande revenant aux Domaines français qui les mettent en vente. En 1922, les parts des Domaines sont rachetées par la brasserie Fischer également implantée à Schiltigheim. En 1938, la brasserie Adelshoffen devient une société anonyme de droit français et adopte comme emblème un blason représentant la cathédrale Notre-Dame de Strasbourg, inspiré du blason de l'ancien village d'Adelshoffen, dont elle tire son nom. En 1950, ses marques Pils, Münsterbräu et Select sont reconnues dans le monde entier.
En 1981, le lancement de l'Adelscott, bière au malt à whisky, permet à la brasserie de surmonter une période difficile. Adelscott devient en 1987 la bière phare de la brasserie qui en brasse 80 000 hectolitres sur une production totale de 360 000 hl. 
Le 12 février 1996, la multinationale Heineken devient actionnaire majoritaire du groupe Fischer-Adelshoffen. Dès l'annonce de ce rachat, les Schilikois et les employés du groupe Fischer-Adelshoffen expriment leurs craintes concernant l'avenir des deux brasseries.
La brasserie ferme définitivement ses portes le 1er septembre 2000 malgré une grève de ses employés. Adelshoffen comptait alors une centaine de salariés. La brasserie Fischer continue de brasser l'Adelscott et commercialise toujours une bière sous la marque Adelshoffen. Depuis la fermeture de la brasserie Fischer fin 2009 la production est transférée à la brasserie de l’Espérance également située à Schiltigheim.
La brasserie Adelshoffen est laissée à l'état de friche et subit un incendie. En 2014, un écoquartier est en construction sur le site. Tous les bâtiments de l'ancienne brasserie ont été démolis à l'exception de la villa Weber. 
En 2016, la brasserie artisanale Michel Debus - Storig s'implante dans la villa Weber, dernier vestige de la brasserie Adelshoffen. Le site comporte également un restaurant « Bierstub » et un « Biergarten ». Le projet est mené par Michel Debus, ancien président des brasseries Fischer et Adelshoffen,,. La villa est touchée par un nouvel incendie en juillet 2024.

### Les bières

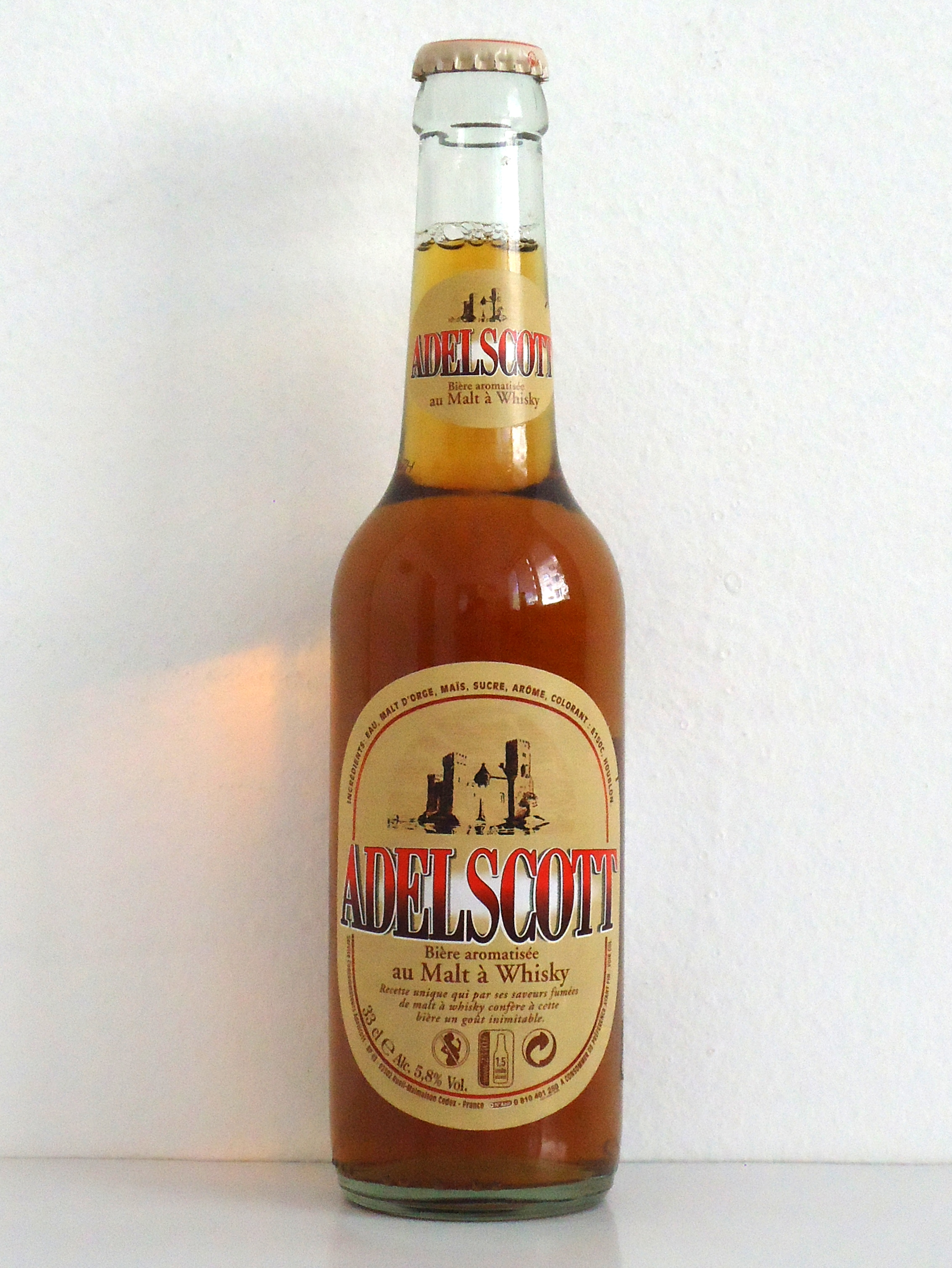
Bouteille de bière Adelscott.

- Adelscott ;
- Adelshoffen ;
- Pils ;
- Münsterbräu ;
- Select ;
- Rheingold.